# Oberkirch (Lucerna)
Oberkirch es una comuna suiza del cantón de Lucerna, situada en el distrito de Sursee. Limita al norte con la comuna de Sursee, al este con Eich, al sur con Nottwil y Buttisholz, al oeste-suroeste con Grosswangen, y al noroeste con Mauensee.